# NGC 355
NGC 355 est une galaxie lenticulaire située dans la constellation de la Baleine. NGC 355 a été découverte par l'astronome allemand Albert Marth en 1864.

## Caractéristiques
Sa vitesse par rapport au fond diffus cosmologique est de 6 941 ± 50 km/s, ce qui correspond à une distance de Hubble de 102,4 ± 7,2 Mpc (∼334 millions d'al).
En raison d'une brillance de surface égale à 14,31 mag/am2, on peut qualifier NGC 355 de galaxie à faible brillance de surface (LSB en anglais pour low surface brightness). Les galaxies LSB sont des galaxies diffuses (D) avec une brillance de surface inférieure de moins d'une magnitude à celle du ciel nocturne ambiant.